# Siegfried-Klasse
Die Siegfried-Klasse war eine Klasse von acht Küstenpanzerschiffen der Kaiserlichen Marine, deren Typschiff und Namensgeber die 1889 vom Stapel gelaufene Siegfried war. Die Einheiten waren entsprechend der Marinekonzeption Leo von Caprivis für den Schutz der deutschen Nord- und Ostseeküste sowie besonders des Kaiser-Wilhelm-Kanals bestimmt und sollten gemeinsam mit Torpedobooten gegnerische Kriegsschiffe im Küstenvorfeld vernichten. Sowohl die Konzeption als auch die Konstruktion der Klasse gerieten jedoch mehrfach in Kritik.
Während der Friedenszeit war ein Teil der Schiffe bis 1909 zur Ausbildung der Schiffsbesatzungen aktiv. Einige Einheiten lagen jedoch zumeist in der Reserve. Zwischen 1898 und 1904 unterzog die Kaiserliche Marine alle acht Schiffe einem umfangreichen Umbau. Im Ersten Weltkrieg versahen die Einheiten der Siegfried-Klasse den Vorposten- und Sicherungsdienst auf den großen Flussmündungen der Nordsee. Aufgrund ihrer Überalterung und der geringen Kampfkraft stellte die Marine die Schiffe Anfang des Jahres 1916 mit Ausnahme der Beowulf außer Dienst. Nach Kriegsende wurden vier Schiffe abgewrackt, Frithjof, Odin und Ägir nach einem entsprechenden Umbau als Frachtschiffe genutzt.
Zwei Schiffe der Siegfried-Klasse – die Hildebrand im Jahr 1919 und die Ägir zehn Jahre später – gingen durch Strandung verloren. Als letztes Schiff der Klasse wurde die Odin 1935 verschrottet.

## Geschichte

### Entwicklung und Bau
Mit dem Dienstantritt von Generalleutnant Leo von Caprivi als Chef der Kaiserlichen Admiralität im Jahr 1883 erhielt die Küstenverteidigung einen deutlich höheren Stellenwert. Ebenso wie andere führende Personen der Zeit sah von Caprivi die Hauptaufgabe der Marine darin, das allein kriegsentscheidende Heer von der Aufgabe der Küstenverteidigung zu entlasten. Auch ging er vom baldigen Zweifrontenkrieg gegen Frankreich und Russland aus. Nach seiner Meinung hatte die Heeresrüstung aus diesem Grund Vorrang vor der Marine, weshalb von Caprivi auf große und teure Hochseeschiffe verzichten wollte, zumal diese eine lange Bauzeit aufwiesen. Die Aufstellung einer Offensivflotte war für ihn ein nachrangiges, zukünftiges Ziel.
Stattdessen beschaffte die Kaiserliche Marine eine größere Zahl an Torpedobooten, in denen von Caprivi eine nahezu ideale Waffe sah, zumal sie vergleichsweise billig und schnell zu bauen waren. Mit einem Torpedo war es möglich, den unter Wasser liegenden Teil eines feindlichen Schiffs direkt anzugreifen und so auch gepanzerte Schiffe sehr schwer zu beschädigen oder zu versenken. Die Torpedowaffe war in der Kaiserlichen Marine kontinuierlich und seit 1877 maßgeblich durch Alfred Tirpitz weiterentwickelt und zur Frontreife gebracht worden. Die zügige und erfolgreiche Verbesserung der Torpedos führte bei von Caprivi zu ihrer Überbewertung. Die Meinung, das Torpedoboot würde große Kriegsschiffe überflüssig machen, war jedoch auch in anderen Marinen verbreitet und eine der Ursachen für die schiffbaulichen Unsicherheiten der Zeit. Gerade auch fehlgeschlagene schiffbauliche Experimente wollte von Caprivi – nicht zuletzt im Blick auf die begrenzten Finanzmittel der Kaiserlichen Marine – vermieden wissen.
Von Caprivis Konzeption der Küstenverteidigung beinhaltete auch den Bau gepanzerter Schiffe. Diese sollten von den Torpedobooten und den vorhandenen Küstenbefestigungen beschädigte gegnerische Blockadekräfte im Küstenvorfeld vernichten. Vorgesehen waren Schiffe mit relativ geringem Tiefgang, die große Flussmündungen und den in der Planung befindlichen Kaiser-Wilhelm-Kanal befahren konnten. Sie sollten gepanzert und stark bewaffnet sein, auch wenn ein Einsatz in einer Seeschlacht zu vermeiden war. Außerdem sollte eine zumindest bedingte Hochseefähigkeit gewährleistet werden. Insgesamt waren zehn derartige Fahrzeuge geplant. Sechs davon waren für die Verteidigung der großen Flussmündungen, besonders der Elbmündung, in der Deutschen Bucht vorgesehen, vier sollten in der Ostsee stationiert werden.
Der erste Entwurf entstand im Jahr 1885. Dieser wurde 1887 sowie 1889, nach Baubeginn des im Frühjahr 1888 von der Germaniawerft auf Kiel gelegten ersten Schiffes, nochmals abgeändert. Nach diesem Entwurf entstanden zwischen 1888 und 1894 zunächst sechs Schiffe auf verschiedenen Werften. Im Jahr 1892 erfolgte auf Grundlage der inzwischen gemachten Erfahrungen mit dem Typschiff eine weitere Änderung des Amtsentwurfes. Nach diesen Plänen wurden zwei weitere, leicht vergrößerte Einheiten, Odin und Ägir, gebaut. Beide konnten im Herbst 1896 in Dienst gestellt und das Bauprogramm damit abgeschlossen werden. Die Kosten für die Schiffe lagen bei durchschnittlich 5,8 Millionen Mark. Damit waren die Küstenpanzerschiffe um zwei Drittel billiger als die von 1890 bis 1894 gebauten und jeweils rund 16 Millionen Mark teuren, jedoch weitaus kampfstärkeren Panzerschiffe der Brandenburg-Klasse, was von Caprivis Prämisse der Kostenersparnis entsprach. Die Summen für die einzelnen Schiffe wichen jedoch teils stark voneinander ab. Die drei auf den Privatwerften Germaniawerft und AG Weser gebauten Schiffe mit rund 4,7 Millionen (Siegfried, Germaniawerft) bzw. rund 5,3 Millionen Mark (Beowulf und Frithjof, AG Weser) blieben deutlich unter dem Schnitt. Die fünf durch die Kaiserlichen Werften gebauten Einheiten hingegen waren deutlich teurer, wobei die Odin mit rund 6,5 Millionen und die Ägir mit über 6,6 Millionen Mark zu Buche schlugen. Die erhöhten Kosten der Kaiserlichen Werften, deren Neubauten nahezu immer teurer waren als die der Privatwerften, entstanden hauptsächlich durch ihre vornehmliche Ausrichtung als Reparaturbetriebe, der bürokratischen Geschäftsführung durch Beamte sowie höhere gezahlte Löhne. Der höhere Preis bei Ägir kam aber auch dadurch zustande, dass hier im Gegensatz zu den Schwesterschiffen erstmals Wasserrohrkessel (Bauart Thornycroft) und vermehrt elektrische Hilfsmaschinen verbaut worden sind.

### Schiffe der Klasse
| Name       | Bauwerft                         | Stapellauf       | Indienststellung   | Umbau     | Außerdienststellung | Verbleib                                                                                           |
| ---------- | -------------------------------- | ---------------- | ------------------ | --------- | ------------------- | -------------------------------------------------------------------------------------------------- |
| Siegfried  | Germaniawerft, Kiel              | 10. August 1889  | 29. April 1890     | 1902–1903 | 14. Januar 1916     | 1920 in Kiel abgewrackt.                                                                           |
| Beowulf    | AG Weser, Bremen                 | 8. November 1890 | 1. April 1892      | 1900–1902 | 30. November 1918   | 1921 in Danzig abgewrackt.                                                                         |
| Frithjof   | AG Weser, Bremen                 | 21. Juli 1891    | 23. Februar 1893   | 1902–1903 | 16. Januar 1916     | 1923 zum Motorfrachter umgebaut, 1930 in Danzig abgewrackt.                                        |
| Heimdall   | Kaiserliche Werft, Wilhelmshaven | 27. Juli 1892    | 7. April 1894      | 1901–1902 | 2. März 1916        | 1921 in Rönnebeck abgewrackt.                                                                      |
| Hildebrand | Kaiserliche Werft, Kiel          | 6. August 1892   | 28. Oktober 1893   | 1901–1902 | 16. Januar 1916     | Am 21. Dezember 1919 auf dem Weg zur Abwrackwerft gestrandet, Wrack 1933 gesprengt und abgetragen. |
| Hagen      | Kaiserliche Werft, Kiel          | 21. Oktober 1893 | 2. Oktober 1894    | 1898–1900 | 10. September 1915  | In den Niederlanden abgewrackt.                                                                    |
| Odin       | Kaiserliche Werft, Danzig        | 3. Oktober 1894  | 22. September 1896 | 1901–1903 | 9. Oktober 1919     | 1922 zum Motorfrachter umgebaut, 1935 abgewrackt.                                                  |
| Ägir       | Kaiserliche Werft, Kiel          | 3. April 1895    | 15. Oktober 1896   | 1903–1904 | 14. Januar 1916     | 1922 zum Frachtschiff umgebaut, am 8. Dezember 1929 vor Gotland gestrandet.                        |

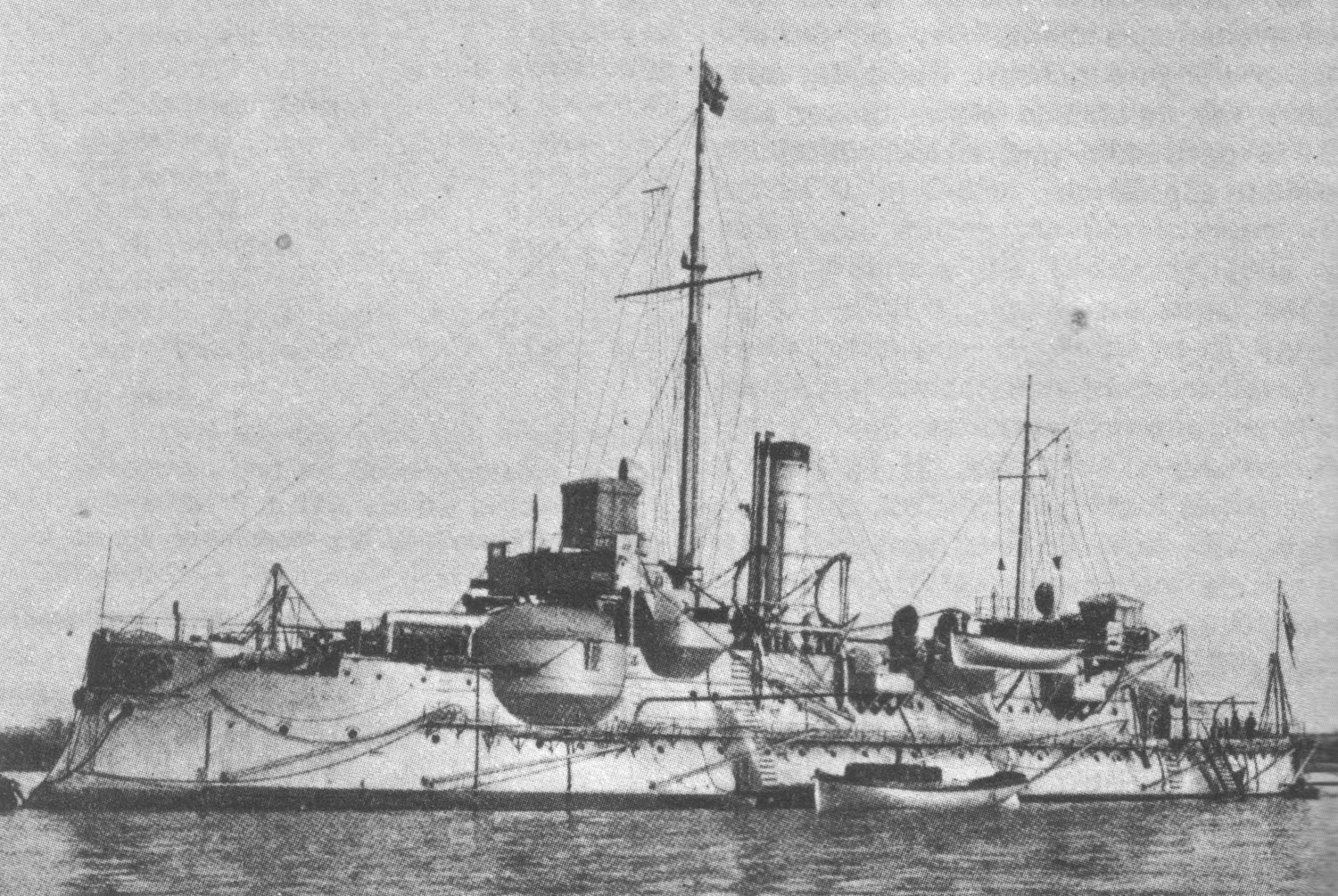
Heimdall um 1895, deutlich zu sehen sind die seitlich am Rumpf anliegenden Spieren der Torpedoschutznetze
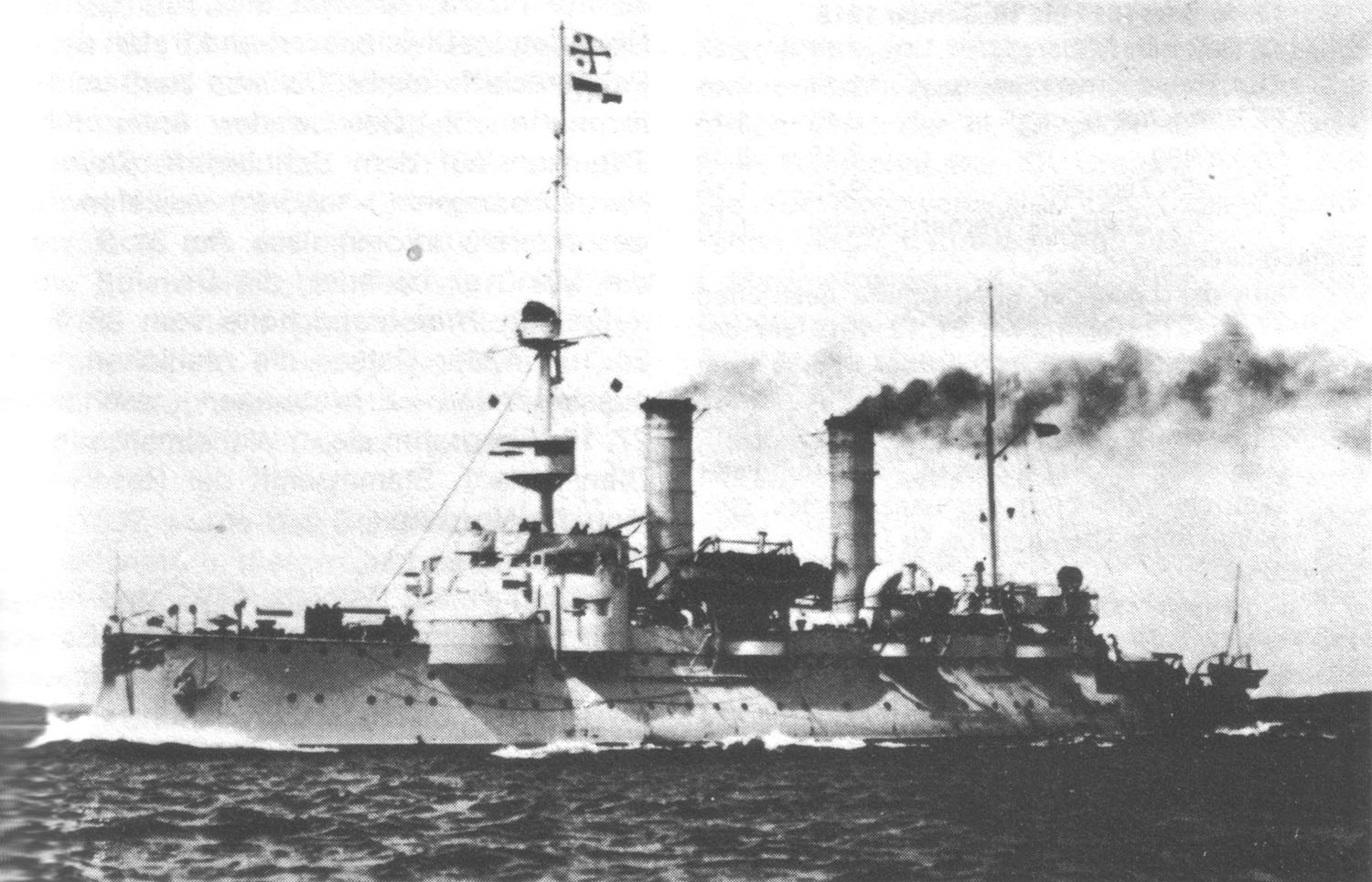
Hildebrand nach dem Umbau, hier als Flaggschiff mit einer Konteradmiralsflagge im Vortopp
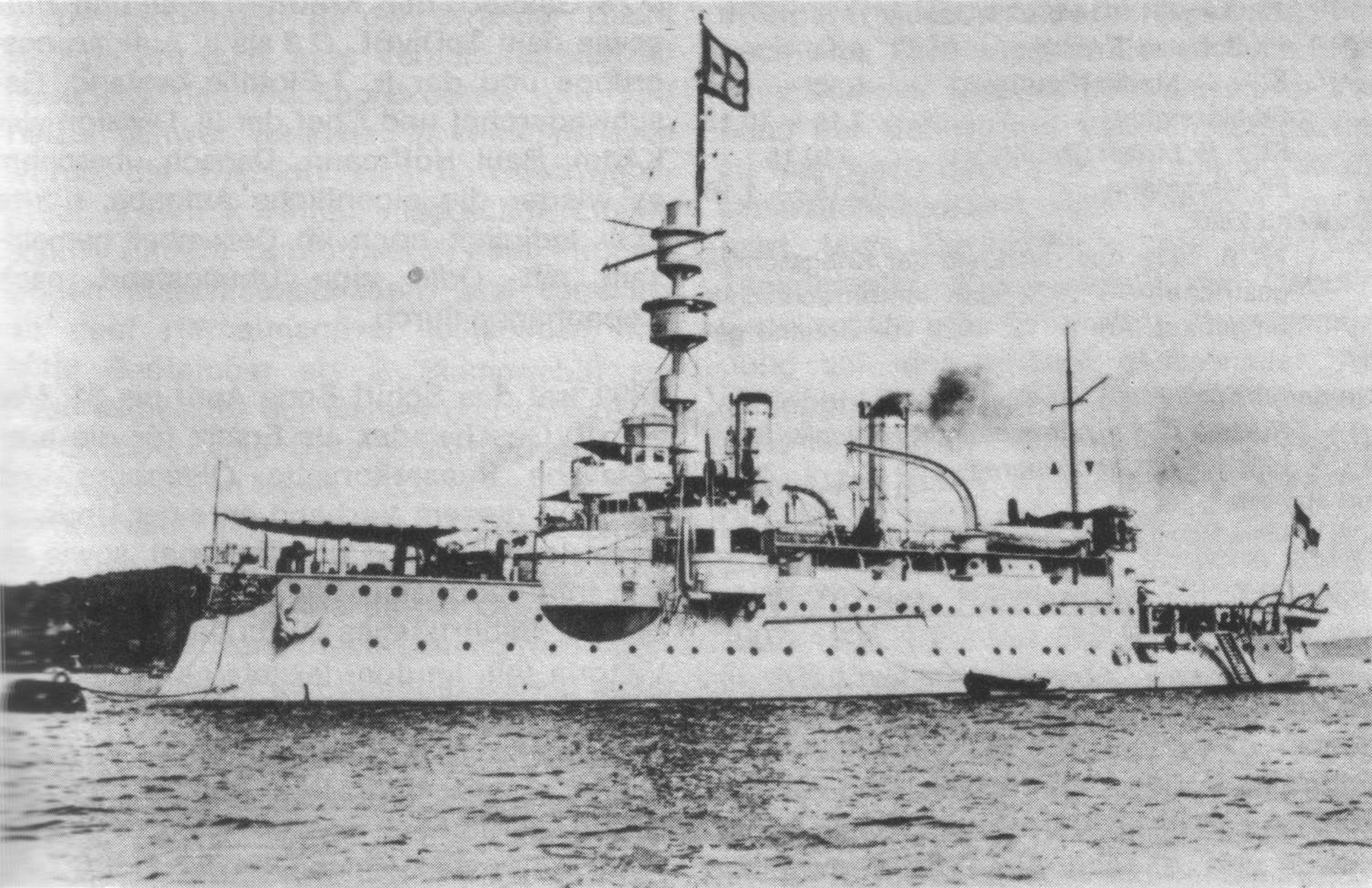
Ägir, bereits im Ursprungszustand mit zwei Schornsteinen, mit der Flagge des Generalinspekteurs der Marine

### Einsatz

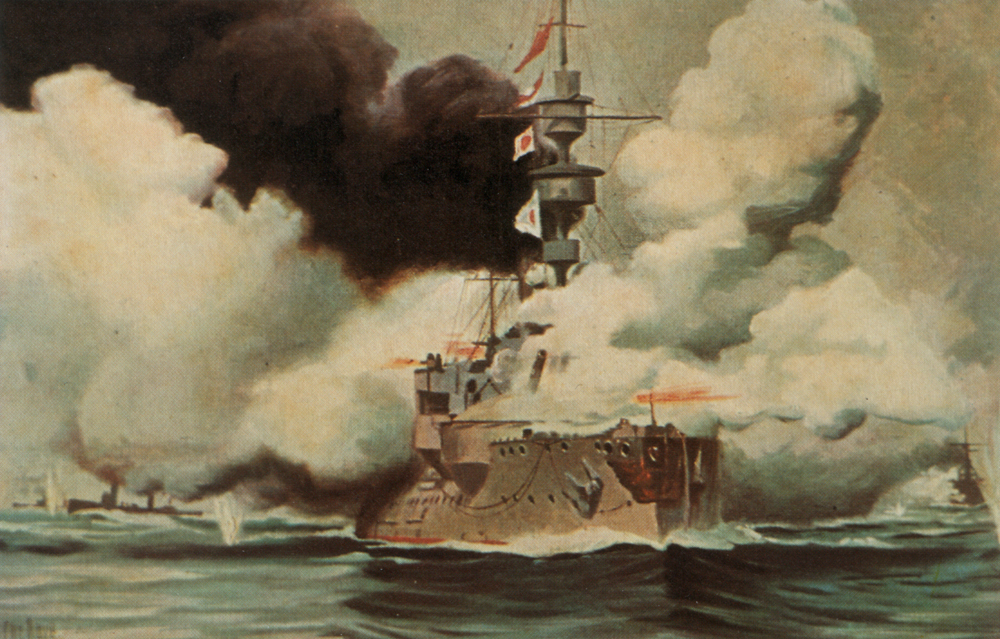
Siegfried, Postkartendarstellung eines fiktiven Seegefechts

Für die Verwendung der Siegfried-Klasse in einem Krieg war der Gedanke der Küstenverteidigung maßgebend. Einen besonderen Schwerpunkt bildete dabei die Verhinderung einer Blockade der deutschen Häfen. Da das Deutsche Reich immer mehr von Importen abhängig war, kam dieser Aufgabe eine zunehmend kriegsentscheidende Bedeutung zu. Die Küstenpanzerschiffe hatten gemeinsam mit den Torpedobooten und Unterstützung der Küstenbefestigungen gegen feindliche Blockadekräfte jeder Art vorzugehen, aber eine Seeschlacht zu vermeiden. Dabei ging die strategische Planung der Kaiserlichen Marine von einer engen Blockade der deutschen Häfen aus, obwohl bereits in den 1890er Jahren die Möglichkeit einer fernen Blockade öffentlich diskutiert wurde. Tatsächlich machte die Royal Navy die Fernblockade der gesamten Nordsee erst 1912 zur Grundlage ihrer Strategie.
Die Schiffe der Siegfried-Klasse waren in Friedenszeiten verschiedentlich in der Flotte eingesetzt. Einige der Panzerschiffe standen über einen längeren Zeitraum hauptsächlich als Stammschiffe der Reserve-Divisionen der Nord- und Ostsee in Dienst. Zu den Hauptaufgaben zählte dabei die Ausbildung der Schiffsbesatzungen. Andere Einheiten, besonders die Heimdall und Hildebrand, waren vornehmlich zu den jährlich stattfindenden Herbstmanövern aktiv und wurden nach deren Abschluss wieder außer Dienst gestellt. Die Hildebrand diente dabei mehrfach als Flaggschiff. Auslandsaufenthalte waren selten und fast immer Teil von Übungsreisen. Lediglich die Hagen entsandte die Marine 1895 kurzzeitig nach Marokko, um diplomatischen Forderungen des Deutschen Reiches Nachdruck zu verleihen. Der letzte Friedenseinsatz aller acht Küstenpanzerschiffe fand vor und während der Herbstmanöver 1909 statt. Zu diesen zog die Marine einen Großteil der in Reserve befindlichen Schiffe heran. Anschließend wurden alle Schiffe außer Dienst gestellt und verblieben die folgenden fünf Jahre in der Reserve.

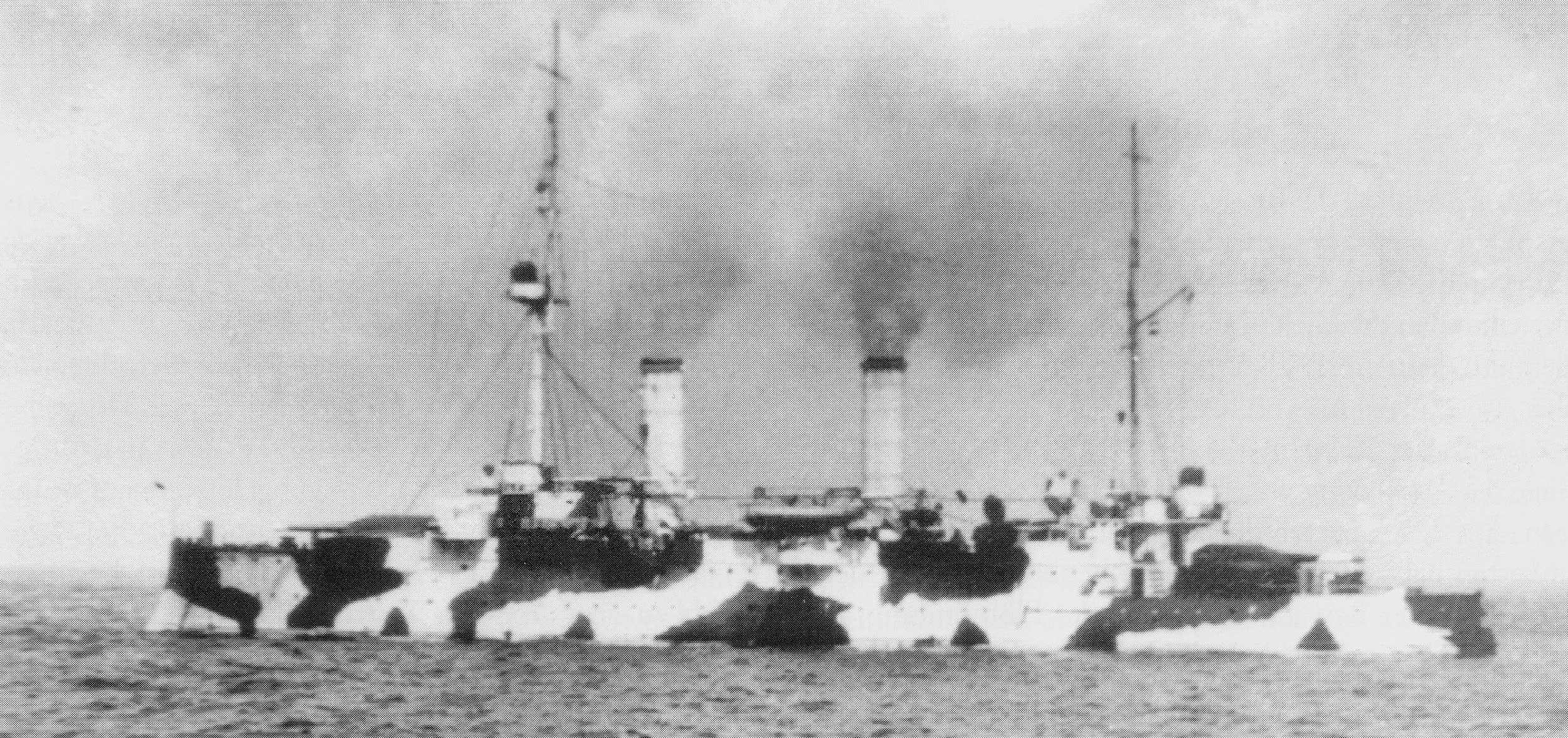
Die Hagen mit Tarnanstrich 1915 auf der Jade.

Nach Ausbruch des Ersten Weltkrieges fasste man die reaktivierte Siegfried-Klasse im VI. Geschwader unter dem Kommando von Richard Eckermann und später Herwarth Schmidt von Schwind zusammen. Obwohl die Schiffe zu diesem Zeitpunkt längst veraltet waren, wurden sie noch für nachrangige Aufgaben herangezogen. Der Verband blieb lediglich zu Übungen bis Mitte September 1914 geschlossen. Anschließend versahen die Schiffe auf den großen Flussmündungen in der Nordsee den Vorposten- und Sicherungsdienst. Damit erfüllte die Siegfried-Klasse die ihr ursprünglich zugedachte Funktion des Küstenschutzes, aber unter völlig anderen strategischen Umständen. Keines der Küstenpanzerschiffe war an einem Gefecht mit einem feindlichen Kriegsschiff beteiligt. Jedoch hatte die Hagen einen wesentlichen Anteil an der Rettung von 381 Besatzungsmitgliedern des am 4. November 1914 untergegangenen Großen Kreuzers Yorck. Das VI. Geschwader wurde am 31. August 1915 aufgelöst, die Schiffe mehrheitlich Mitte Januar 1916 außer Dienst gestellt. Lediglich die Beowulf verblieb bis zum Kriegsende im aktiven Dienst und fuhr in der östlichen Ostsee. Die anderen Schiffe dienten hauptsächlich als Wohnschiff für verschiedene Verbände.
Die Kaiserliche Marine strich am 17. Juni 1919 mit Ausnahme der Odin alle Einheiten der Siegfried-Klasse aus der Liste der Kriegsschiffe. Die Odin, während des Sommers letztmals offiziell in Dienst, folgte am 6. Dezember 1919. Während die Marine fünf der Schiffe nach dem Krieg abwracken ließ, wurden Frithjof, Odin und Ägir durch den Hamburger Reeder Arnold Bernstein aufgekauft. Nach einem entsprechenden Umbau setzte Bernstein alle drei für mehrere Jahre als Frachtschiffe ein.

### Umbau
Bereits nach wenigen Einsatzjahren zeigte sich, dass die Siegfried-Klasse zu klein bemessen war. Besonders das geringe Kohlefassungsvermögen der Schiffe und ihre dadurch bedingte geringe Reichweite waren problematisch. Nach dem Dienstantritt von Alfred Tirpitz als Staatssekretär des Reichsmarineamtes im Jahr 1897 stellte die Marine daher Überlegungen an, den militärischen Wert der Panzerschiffe zu steigern.

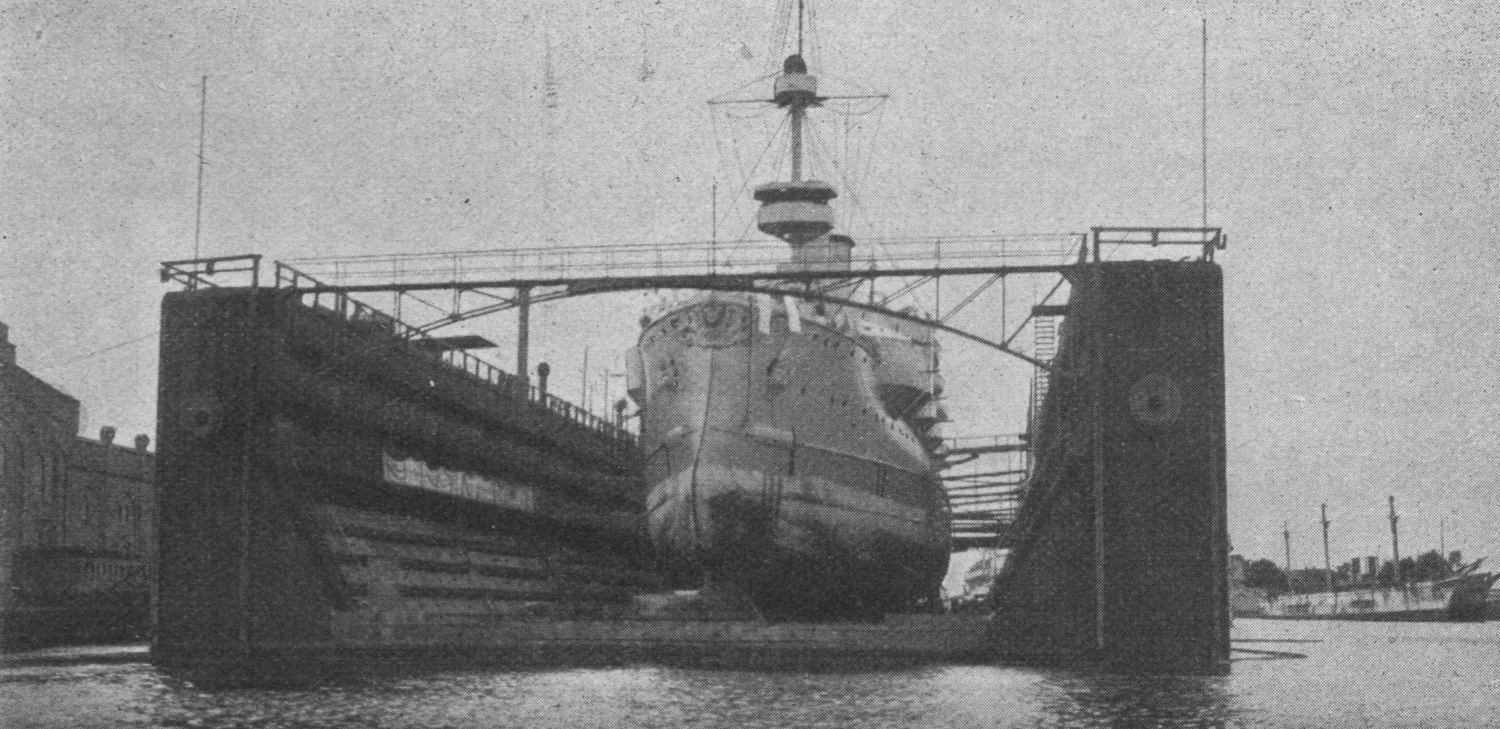
Siegfried zum Umbau im Schwimmdock der Kaiserlichen Werft Danzig

Zu diesem Zeitpunkt, noch vor der Verabschiedung des Ersten Flottengesetzes, besaß die Kaiserliche Marine mit den vier Einheiten der Brandenburg-Klasse nur wenige moderne Panzerschiffe. Die fünf Schiffe der Kaiser Friedrich-Klasse befanden sich erst im Bau. Eine Aufwertung der Siegfried-Klasse schien auch deshalb wünschenswert. Zudem sah die von Tirpitz in den Jahren 1892 bis 1895 entwickelte Seekriegstaktik den Einsatz von Panzerschiffen in Geschwadern zu jeweils acht Schiffen vor. Durch einen Umbau konnte die Siegfried-Klasse auch zu einem einheitlichen Geschwader zusammengefasst werden. Ein weiterer Aspekt war die Frage nach dem Ersatz der Schiffe durch vollwertige Linienschiffe. Je weiter die Siegfried-Klasse den Linienschiffen angenähert werden konnte, desto unwahrscheinlicher schien eine Ablehnung dieser Forderung.
Die Marine beschloss, die Schiffe durch das Einfügen einer Mittelsektion zu verlängern. Diese Technik war zuvor mehrfach bei Handelsschiffen erfolgreich eingesetzt worden. Die Kaiserlichen Werften in Danzig und Kiel nahmen daher von 1900 bis 1904 den Umbau aller Schiffe nach dem Muster der bereits 1898 bis 1900 modernisierten Hagen vor. Die Umbaukosten betrugen durchschnittlich 2,3 Millionen Mark pro Schiff und damit mehr als ein Drittel der Neubaukosten. Die acht Schiffe stellten auch nach dem Umbau keine vollwertigen Hochsee-Panzerschiffe dar, jedoch war ihre Verwendbarkeit durch die gesteigerte Reichweite weniger eingeschränkt als zuvor.

### Unfälle
Die acht Küstenpanzerschiffe der Siegfried-Klasse blieben weitgehend von schweren Unfällen verschont. Eine der wenigen Ausnahmen stellte das Platzen des Hauptdampfrohres der achteren Rauchkammer auf der Siegfried am 18. März 1892 dar. Dabei starben fünf Mann der Besatzung an ihren erlittenen Verbrühungen. Am 9. Dezember 1914 lief die Hildebrand auf Grund und beschädigte sich die Außenhaut und den Innenboden stark. Dieser Unfall blieb aber ohne Opfer. Die ersten vier Schiffe litten darüber hinaus unter Problemen mit der Kesselanlage. Die bei ihnen auftretenden Leckagen führten mehrfach zu Ausfällen.

## Klassifikation
Bis 1893 wurden die Schiffe der Siegfried-Klasse von der Kaiserlichen Marine schlicht als „Panzerfahrzeuge“ geführt. Danach änderte sich die Bezeichnung der Schiffsart im Zuge einer generellen Neueinteilung zu „Panzerschiff IV. Klasse“. Durch den im Ersten Flottengesetz festgelegten automatischen Ersatz für „Linienschiffe“, „Große“ und „Kleine Kreuzer“ erfolgte zum 1. Januar 1899 eine entsprechende Einordnung aller größeren Einheiten der Kaiserlichen Marine. Die Siegfried-Klasse jedoch klassifizierte die Marine von diesem Muster abweichend als „Küstenpanzerschiffe“. Unter dieser Bezeichnung erwähnte sie auch das Flottengesetz. Trotzdem wurden die Schiffe als Linienschiffe behandelt, als sie altersbedingt ersetzt werden mussten. Gegen den Ersatz durch Großlinienschiffe gab es von keiner Seite Bedenken.

## Technik

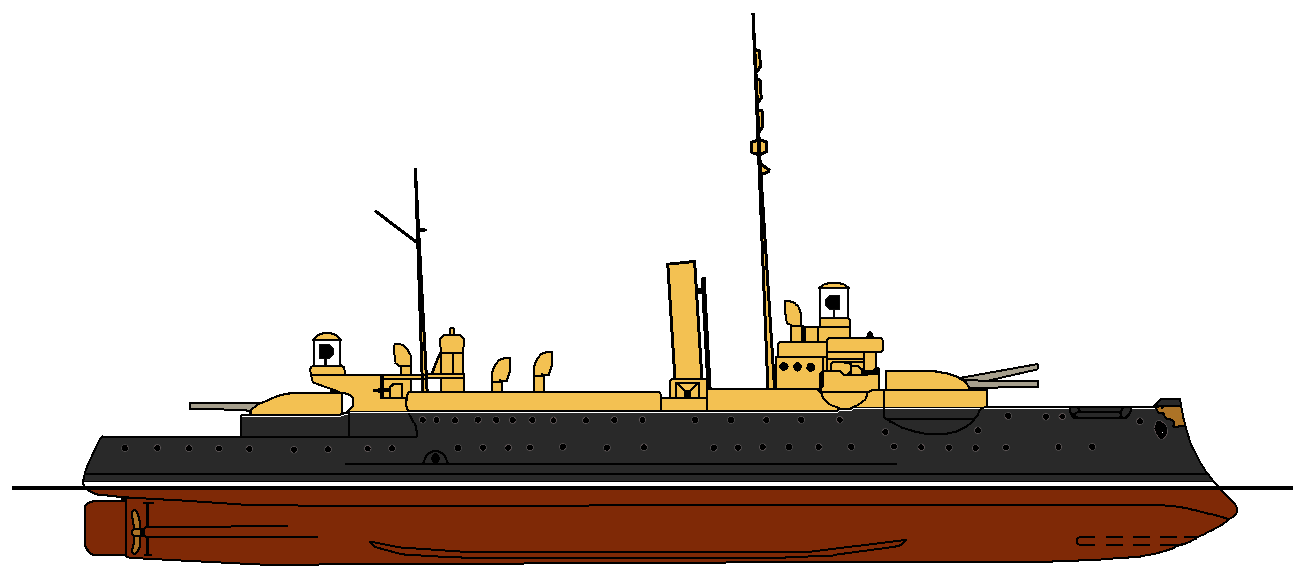
Zeichnung der Siegfried im Ursprungszustand mit dem von 1878 bis 1895 gültigen Farbanstrich

Die Schiffe der Siegfried-Klasse besaßen einen in Quer-und-Längsspantenbauweise ausgeführten und aus Stahl gefertigten Rumpf. Die Konstruktionsverdrängung, die das betriebsklare Schiff mit dem halben Vorrat an Brennstoff und Kesselspeisewasser umfasste, war mit 3.500 t berechnet. Die maximale Verdrängung des einsatzbereiten Schiffs mit vollen Vorräten betrug 3.741 t. Bei den beiden letzten Schiffen Odin und Ägir stieg die Konstruktionsverdrängung um 50 t, die Maximalverdrängung jedoch nur um rund 10 t. Die Schiffe waren insgesamt 79 m lang, wobei die Wasserlinie bei Konstruktionsverdrängung 76,4 m umfasste. Die maximale Breite der Schiffe betrug 14,9 m, bei Odin und Ägir hingegen 15,2 m. Der Tiefgang bei maximaler Verdrängung belief sich auf 5,51 m vorn und 5,74 m achtern bei den ersten sechs sowie 5,61 m vorn und 5,47 m achtern bei den letzten beiden Schiffen. Um bei Beschädigungen des Rumpfes Wassereinbrüche begrenzen und damit die Standfestigkeit erhöhen zu können, waren die Schiffe durch sieben wasserdichte Querschotts unterteilt. Außerdem verfügten sie auf rund 60 Prozent der Schiffslänge über einen Doppelboden.
Die elektrische Ausrüstung der Schiffe wurde mit einer Spannung von 67 V betrieben. Die Stromversorgung sicherten drei Generatoren, die eine Leistung von 29 bis 36 kW erzeugten. Abweichend davon arbeitete das Bordnetz der Ägir mit einer Spannung von 120 V. Insgesamt sechs Generatoren erzeugten eine Leistung von 243 kW.

### Antriebsanlage
Die Maschinenanlage der Panzerschiffe bestand aus zwei stehenden Dreizylinder-Dreifachexpansionsmaschinen, die in zwei nebeneinander angeordneten Maschinenräumen untergebracht waren. Den nötigen Dampf lieferten vier Dampflokomotivkessel mit insgesamt acht Feuerungen. Diese verteilten sich auf zwei mittschiffs hintereinander liegende Kesselräume. Die Kessel verfügten über eine Heizfläche von 915 bis 1.100 m² und erzeugten einen Dampfdruck von 12 atü. Abweichend von den anderen Einheiten verfügte die Ägir bereits seit ihrem Bau über acht Thornycroft-Wasserrohrkessel mit einer Heizfläche von insgesamt 1.500 m². Durch die größere Kesselzahl besaß sie auch als einziges Schiff ihrer Klasse ab dem Bau zwei Schornsteine.
Die Leistung der Antriebsanlage sollte nach den Konstruktionsplänen bei 4.800 PSi liegen. Die reale Leistung der Schiffe wich deutlich von diesem Wert ab und schwankte zwischen 4.453 PSi bei der Heimdall und 5.250 PSi bei der Frithjof. Beide Maschinen wirkten auf jeweils eine dreiflügelige Schraube mit 3,5 m Durchmesser. Als maximale Geschwindigkeit waren 15 kn gefordert. Jedoch erreichten fünf der Schiffe diese Vorgabe nicht, wobei die Odin mit einer Höchstgeschwindigkeit von 14,4 kn die größte Abweichung aufwies. Die ersten sechs Einheiten der Klasse führten einen Brennstoffvorrat von 220 t Kohle mit. Bei einer Marschgeschwindigkeit von 10 kn konnten die Schiffe damit eine Fahrtstrecke von 1.490 sm zurücklegen. Odin und Ägir erhielten einen vergrößerten Brennstoffvorrat von 370 t Kohle, was eine Erhöhung der Reichweite auf 2.200 sm bei 10 kn zur Folge hatte.
1894/95 wurde die Siegfried als erstes größeres deutsches Kriegsschiff und als einziges bis zur Indienststellung des Leichten Kreuzers Königsberg im Jahr 1929 überhaupt mit einer reinen Ölfeuerung ausgerüstet. Die Feuerung bewährte sich, aber die Brennstoffkosten lagen ungefähr bei dem 2,5-fachen der anderen Küstenpanzerschiffe. Das Schiff wurde daher im Zuge des 1902 bis 1903 durchgeführten Umbaus wieder mit einer Kohlefeuerung ausgestattet, behielt jedoch eine Ölzusatzfeuerung.
|                                    | Siegfried | Beowulf   | Frithjof  | Heimdall  | Hildebrand | Hagen     | Odin      | Ägir      |
| Leistung bei Fertigstellung        | 5.022 PSi | 4.859 PSi | 5.250 PSi | 4.453 PSi | 4.608 PSi  | 4.608 PSi | 4.650 PSi | 5.129 PSi |
| Geschwindigkeit bei Fertigstellung | 14,9 kn   | 15,1 kn   | 15,0 kn   | 14,6 kn   | 14,8 kn    | 14,8 kn   | 14,4 kn   | 15,1 kn   |
| Leistung nach Umbau                | 4.724 PSi | 5.078 PSi | 5.023 PSi | 5.064 PSi | 5.338 PSi  | 5.332 PSi | 5.072 PSi | 5.605 PSi |
| Geschwindigkeit nach Umbau         | 15,3 kn   | 15,4 kn   | 15,1 kn   | 15,1 kn   | 15,3 kn    | 15,3 kn   | 15,5 kn   | 15,5 kn   |

### Bewaffnung
Die Hauptbewaffnung der Siegfried-Klasse bestand aus drei von Krupp gelieferten Mantelringkanonen des Typs 24 cm L/35 C/86, der auch auf mehreren Schiffen der k.u.k. Kriegsmarine Anwendung fand. Bei einer maximalen Rohrerhöhung von 25° konnten diese 13 km weit feuern. Die Geschütze waren einzeln in Türmen untergebracht. Zwei dieser Türme befanden sich nebeneinander auf der Back, der dritte auf der Schanz. Die Seiten- und Höhenrichtung der Geschütze erfolgte bei sieben Schiffen hydraulisch, auf der Ägir hingegen elektrisch. Für die schwere Artillerie führten die Schiffe insgesamt 204 Schuss Munition mit, auf Odin und Ägir waren es hingegen nur 174 Schuss. Zur Torpedobootsabwehr verfügte die Siegfried über sechs, Odin und Ägir über zehn und die fünf anderen Einheiten über acht 8,8-cm-L/30-Schnelladekanonen (Sk). Der Munitionsvorrat für diese Geschütze betrug 1.500 bis 2.500 Schuss. Als kleinstes Kaliber befanden sich auch sechs 3,7-cm-Revolverkanonen an Bord, die bei Odin und Ägir jedoch entfielen. Die Bewaffnung vervollständigten vier Torpedorohre mit 35 cm Durchmesser. Eines davon war unter der Wasserlinie fest im Bug eingebaut, die anderen befanden sich über Wasser am Heck und zu beiden Seiten der Schiffe. Die beiden letzten Schiffe der Klasse verfügten bereits über Torpedorohre mit 45 cm Durchmesser, wobei auf das Hecktorpedorohr verzichtet wurde. Von den 35-cm-Torpedos wurden zehn Stück mitgeführt, von den 45-cm-Torpedos acht Stück.
Als weitere Waffe fungierte der Bug der Schiffe, der als Rammsporn bzw. Rammbug ausgeprägt war. Diese bereits in der Antike verwendete Bauform hatte nach der Einführung der Panzerschiffe und den Ereignissen während der Seeschlacht von Lissa wieder Eingang in den Kriegsschiffbau gefunden.

### Panzerung und Schutz
Die Panzerung der Schiffe fiel nicht einheitlich aus. Die ersten drei Schiffe erhielten eine auf Teakholz aufgebrachte Compoundpanzerung. Bei Heimdall, Hildebrand und Hagen verwendete man teilweise den von Krupp entwickelten Nickelstahlpanzer, der bei den letzten beiden Schiffen vollständig zur Anwendung kam.
Der Gürtelpanzer aller Schiffe war zweigeteilt. Bei den ersten sechs Schiffen verlief er über die gesamte Schiffslänge. Der obere Gang war dabei zum Bug und Heck hin mit 180 mm gepanzert, in der Schiffsmitte mit 240 mm. Die Panzerung war auf 330 mm Holz angebracht. Der untere Gang, der sich unter der Wasserlinie befand, wies eine Stärke von 100 bis 140 mm Metall auf 290 mm Holz auf. Bei Odin und Ägir waren Bug und Heck ungepanzert. Der obere Gang erhielt eine Panzerung von 220 mm auf 180 mm Holz, der untere Gang eine solche von 120 mm Metall auf 280 mm Holz. Das ohne seitliche Böschungen ausgeführte Panzerdeck hatte bei den letzten beiden Schiffen eine Stärke von 70 mm, die sich im vorderen Bereich auf 50 mm reduzierte. Die vorangegangenen Einheiten verfügten nur über ein Panzerdeck mit 30 mm Stärke. Der Kommandoturm erhielt eine horizontale Panzerung von 30 mm Stärke sowie an Seiten 80 mm beziehungsweise 120 mm bei Odin und Ägir. Die Kuppeln der Geschütztürme waren einheitlich mit 30 mm Metall auf 200 mm Holz geschützt, die Barbetten erhielten 200 mm bei gleich starker Holzunterlage.
Als zusätzlichen Schutz vor Torpedotreffern verfügten die Schiffe der Siegfried-Klasse ursprünglich über seitliche Torpedoschutznetze. Diese wurden jedoch bereits 1897 wieder entfernt.

### Umbauten

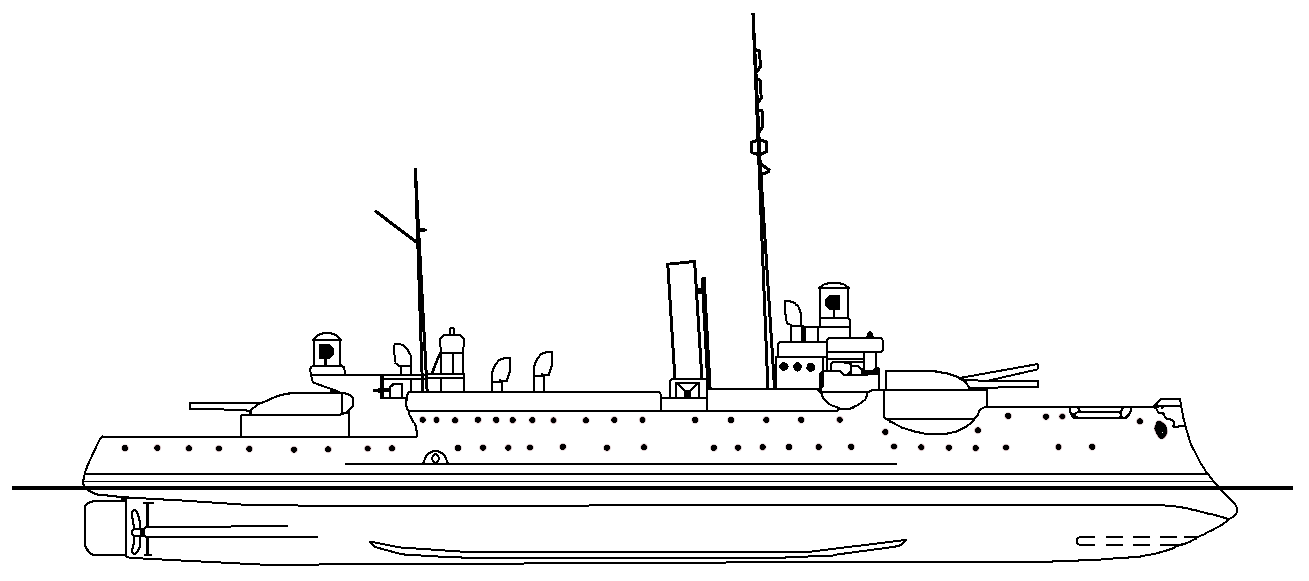
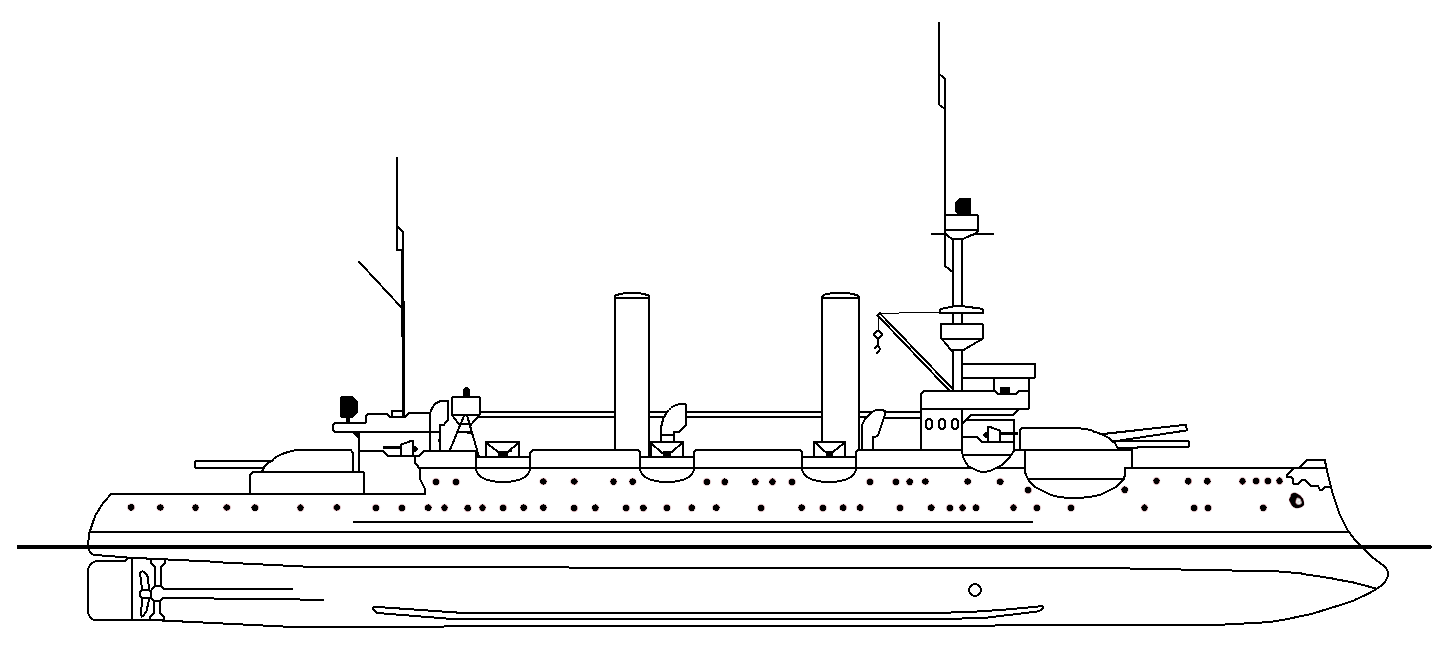
Vergleich des Aussehens vor und nach dem Umbau anhand nicht maßstäblicher Seitenrisse von Siegfried 1890 vor dem Umbau (oben) und Hagen nach dem Umbau 1910 (unten)

Im Zuge des zwischen 1898 und 1904 von den Kaiserlichen Werften in Danzig und Kiel durchgeführten Umbaus wurden die Schiffe mittig zerschnitten und verlängert. Die Konstruktionswasserlinie wuchs dadurch um 8,4 m auf 84,8 m. Die Gesamtlänge maß fortan 86,13 m, wovon Odin und Ägir nur um zwei Zentimeter abwichen. Während sich die größte Breite dieser beiden Schiffe auf 15,4 m erhöhte, blieb sie bei den anderen Einheiten gleich. Der maximale Tiefgang der Schiffe fiel unterschiedlich aus und schwankte zwischen 5,42 und 5,66 m vorn sowie 5,30 und 5,66 m achtern. Die Konstruktionsverdrängung stieg auf 4.000 t, bei Odin lag sie bei 4.100 t, bei Ägir bei 4.110 t. Die Maximalverdrängung der Schiffe lag zwischen 4.237 und 4.436 t. Durch die Verlängerung erhielten die Schiffe eine zusätzliche, neunte wasserdichte Abteilung.
Mit Ausnahme der Ägir erhielten alle Schiffe eine neue Kesselanlage. Es handelte sich dabei um Wasserrohrkessel mit einer Heizfläche zwischen 1.216 und 1.402 m². Der Kesseldruck blieb jedoch gleich. Bei den meisten Einheiten war eine teilweise deutliche Steigerung der Maschinenleistung die Folge, bei der Frithjof sank sie hingegen um rund 200, bei der Siegfried sogar um rund 300 PSi. Die Höchstgeschwindigkeit aller Schiffe stieg auf über 15 kn, womit die ursprüngliche Forderung erfüllt wurde. Durch die Verlängerung konnte das Kohlefassungsvermögen auf 580 t gesteigert werden, was die Reichweite auf 3.000 sm bei Odin und Ägir und auf bis zu 3.400 sm bei den sechs anderen Schiffen anhob.
Durch die vergrößerte Kesselanzahl erhielten alle Schiffe einen zweiten Schornstein, wie ihn die Ägir bereits seit ihrem Bau besaß. Zusammen mit dem ebenfalls geänderten Gefechtsmast und der Verlängerung führte das zu einer deutlichen Veränderung der Silhouette der Schiffe. Die Werften unterzogen auch die Generatoren einer Überarbeitung. Diese leisteten fortan 48 bis 60 kW. Die Bordspannung von 67 V behielt man jedoch bei. Auch an der Bewaffnung wurden Änderungen vorgenommen. Die Revolverkanonen entfielen bei allen Schiffen, dafür stieg die Zahl der 8,8-cm-Sk generell auf zehn. Die über Wasser befindlichen 35-cm-Torpedorohre wurden durch solche mit 45 cm Durchmesser ersetzt. Lediglich das Bugrohr behielt das kleinere Kaliber, soweit dies überhaupt eingebaut war.
Im Zuge des Umbaus führte die Kaiserliche Werft Kiel die Panzerung von Heimdall und Hagen komplett in Nickelstahl aus. Das Panzerdeck erhielt dabei eine durchgehende Stärke von 50 mm, der Kommandoturm einen bis zu 160 mm starken Schutz. Der obere Gang des Gürtelpanzers behielt seine ursprüngliche Stärke, der untere Gang wurde im achteren Bereich auf 140 mm verstärkt. Die Werft passte die Holzhinterfütterung dabei so an, dass sich eine durchgehende Gesamtstärke von 530 mm ergab.

## Besatzung
Die Sollstärke der Besatzung lag bei 20 Offizieren sowie 256 Unteroffizieren und Mannschaften. Bei den als Flaggschiff vorbereiteten Hildebrand und Ägir war darüber hinaus auch Platz für einen Stab von sechs Offizieren und 22 Unteroffizieren und Mannschaften. Nach dem Umbau der Schiffe erhöhte sich die Zahl der niederen Dienstgrade auf 287. Auch konnte der Stab in der Folge neun Offiziere sowie Unteroffiziere und Mannschaften umfassen.

## Kritiken
Mit der Siegfried-Klasse entstand eine Schiffsklasse, die mehrere größere Nachteile aufwies. Die Schiffe waren vergleichsweise langsam und besaßen einen geringen Aktionsradius. Die Aufstellung der schweren Geschütze war ungünstig, da sich die beiden auf der Back aufgestellten Kanonen gegenseitig behinderten und nicht nach beiden Seiten schießen konnten. Ebenso fehlte den Schiffen eine vollwertige Mittelartillerie. Die vorhandenen Unsicherheiten bezüglich der weiteren Entwicklung der Torpedowaffe machten die Gestaltung des Unterwasserschutzes schwierig. Zudem fehlte dem Marinebudget das Geld für umfangreiche Tests der Entwürfe. Auch die Panzerung war relativ schwach, was jedoch an der Konzeption als Küstenpanzerschiff an sich lag. Mit einer glockenförmigen Wölbung des Schiffsrumpfes nach französischem Vorbild, wie sie beispielsweise die Dupuy de Lôme oder auch die Schiffe der Marceau-Klasse aufwiesen, sollte die fehlende Panzerstärke ausgeglichen werden. Der Panzerschutz eines vollwertigen Linienschiffes konnte dennoch nicht erreicht werden. Gleichzeitig ermöglichte das zurückgezogene Oberdeck den vorderen 24-cm-Geschützen einen größeren Schusswinkel nach achtern.
Bereits nach der Fertigstellung und Erprobung der Siegfried gab es die ersten Zweifel, ob eine derartige Schiffsklasse überhaupt sinnvoll sei. Besonders der Panzerschutz wurde als zu gering angesehen. Es zeigte sich, dass es im vorgegebenen finanziellen Rahmen nicht möglich war, ein schlagkräftiges Schiff zu konstruieren, das sich im Kampf mit feindlichen Schlachtschiffen messen konnte. Auch das war ein Grund dafür, anstelle der ursprünglich geplanten zehn Einheiten lediglich acht zu bauen. Im 1906 erschienenen Buch „Geschichte der Deutschen Marine“ von P. Koch urteilte dieser, dass der Bau der Siegfried-Klasse „die Ausführung eines Gedankens [darstellte], der den Kraftaufwand für die Marine in eine ihrem höher zu steckenden Ziele abgewandte Richtung drängte.“ Hinzu kamen die zu Beginn der 1890er Jahre durch die Zeitschrift Neue Militärische Blätter sowie hohe Marineoffiziere, darunter Alfred Stenzel und Karl Ferdinand Batsch, geäußerten Zweifel an von Caprivis Konzeption der Küstenverteidigung, in deren Rahmen die Siegfried-Klasse entstanden war. Obwohl die Schiffe brauchbar waren, stellten die Küstenpanzer, ebenso wie die Panzerkanonenboote oder Küstenpanzerschiffe anderer Nationen, eine konzeptionelle und konstruktive Sackgasse dar.
Der Umbau wurde, auch trotz der relativ hohen Umbaukosten, in Marine und Öffentlichkeit zunächst überwiegend positiv aufgenommen. Die mögliche Nutzung als geschlossenes und homogenes Geschwader war dabei ein wichtiger Punkt. Das vorhandene Material sollte so gut wie möglich nutzbar sein. Allerdings machten die wenige Jahre später aufkommenden Großkampfschiffe diesen Gedanken schnell hinfällig. Nicht zuletzt aus diesem Grund geriet die Modernisierung in den folgenden Jahren zunehmend in ein negatives Licht. Ihr weiterhin geringer militärischer Wert ließ einen zügigen Ersatz wünschenswert erscheinen. Diesen erreichte von Tirpitz durch die in der Flottennovelle von 1908 festgeschriebene Herabsetzung der Ersatzfrist für Linienschiffe von 25 auf 20 Jahre. Dies hatte jedoch zur Folge, dass die Kaiserliche Marine in den folgenden vier Jahren jeweils vier statt der bis dahin üblichen drei Linienschiffe in Auftrag gab, was zu einem gesteigerten Wettrüsten mit der Royal Navy führte.
Obwohl nur bedingt hochseetauglich, galten die Einheiten der Siegfried-Klasse als gute Seeschiffe. Ihre Bewegungen waren ruhig. Die sehr gut zu manövrierenden und drehenden Schiffe waren luvgierig, verloren aber gegen den Seegang viel Fahrt. Schweres Wetter zwang sie zum Beidrehen. Ihr behäbig wirkendes Rollen, ihr gedrungenes Aussehen und ihr Auftreten in einem größeren „Rudel“ brachten den Schiffen den Spitznamen Meerschweinchen ein, die beiden Vorschiffsausbuchtungen der vorderen Geschütze führten zusätzlich zum Spitznamen Meerweibchen. Die Seeeigenschaften verbesserten sich infolge des Umbaus.